# Shri Thanedar
Shri Thanedar (Chikodi, 22 febbraio 1955) è un politico indiano naturalizzato statunitense, membro della Camera dei Rappresentanti per lo stato del Michigan dal 2023.

## Biografia

### Formazione e primi anni
Nato in una famiglia indigente del Karnataka, Thanedar cominciò a lavorare all'età di quattordici anni per aiutare i parenti. Studiò chimica presso l'Università di Mumbai e nel 1979 si trasferì negli Stati Uniti per conseguire un dottorato di ricerca in chimica dei polimeri presso l'Università di Akron, per poi restare a svolgere studi post-dottorato presso l'Università del Michigan. Thanedar divenne cittadino statunitense nel 1988.

### Carriera imprenditoriale
Nel 1990, iniziò a lavorare su turni notturni e festivi presso i laboratori Chemir/Polytech per una paga oraria di 15 dollari. L'anno seguente contrasse un prestito per acquistare Chemir per la somma di 75.000 dollari; nel 2005, il fatturato aziendale ammontava a 16 milioni di dollari e la ditta impiegava 160 persone, tra cui 40 chimici in possesso del dottorato di ricerca.
Negli anni, Thanedar chiese in prestito 24 milioni di dollari da Bank of America per finanziare sette acquisizioni, tra cui quella della ditta Azopharma, il cui valore crebbe da 1 milione di dollari nel 2003 a 55 milioni di dollari nel 2008. In quest'anno, il gruppo aziendale di Thanedar impiegava 500 persone.
Durante il successivo periodo di recessione, le entrate di Azopharma calarono del 70%, rendendo necessaria l'apertura di una procedura fallimentare da parte di Bank of America. Azopharma fu chiusa così come AniClin, una delle strutture di ricerca di Azopharma di cui Thanedar era l'unico proprietario. Chemir invece restò redditizia durante tutto il procedimento legale e fu infine venduta nel 2011 per 23 milioni di dollari. Quella vendita, insieme agli introiti derivanti dall'attivo aziendale, riuscirono a coprire il debito di Thanedar nei confronti di Bank of America.
Nel 2010 Thanedar fondò Avomeen Analytical Services, un laboratorio di analisi chimiche con sede ad Ann Arbor. L'azienda fu inclusa nell'elenco INC 5000 delle aziende statunitensi in più rapida crescita nel 2015 (673) e nel 2016 (1365). Nel 2016, Thanedar vendette una quota di maggioranza dell'azienda ad una società di private equity, condividendo 1 milione e mezzo di dollari del ricavato con i suoi 50 dipendenti. Thanedar fu inoltre nominato imprenditore dell'anno per la regione del Midwest centrale da Ernst & Young nel 1999, nel 2007 e nel 2016. Continuò a mantenere il 40% della proprietà di Avomeen.

### Carriera politica

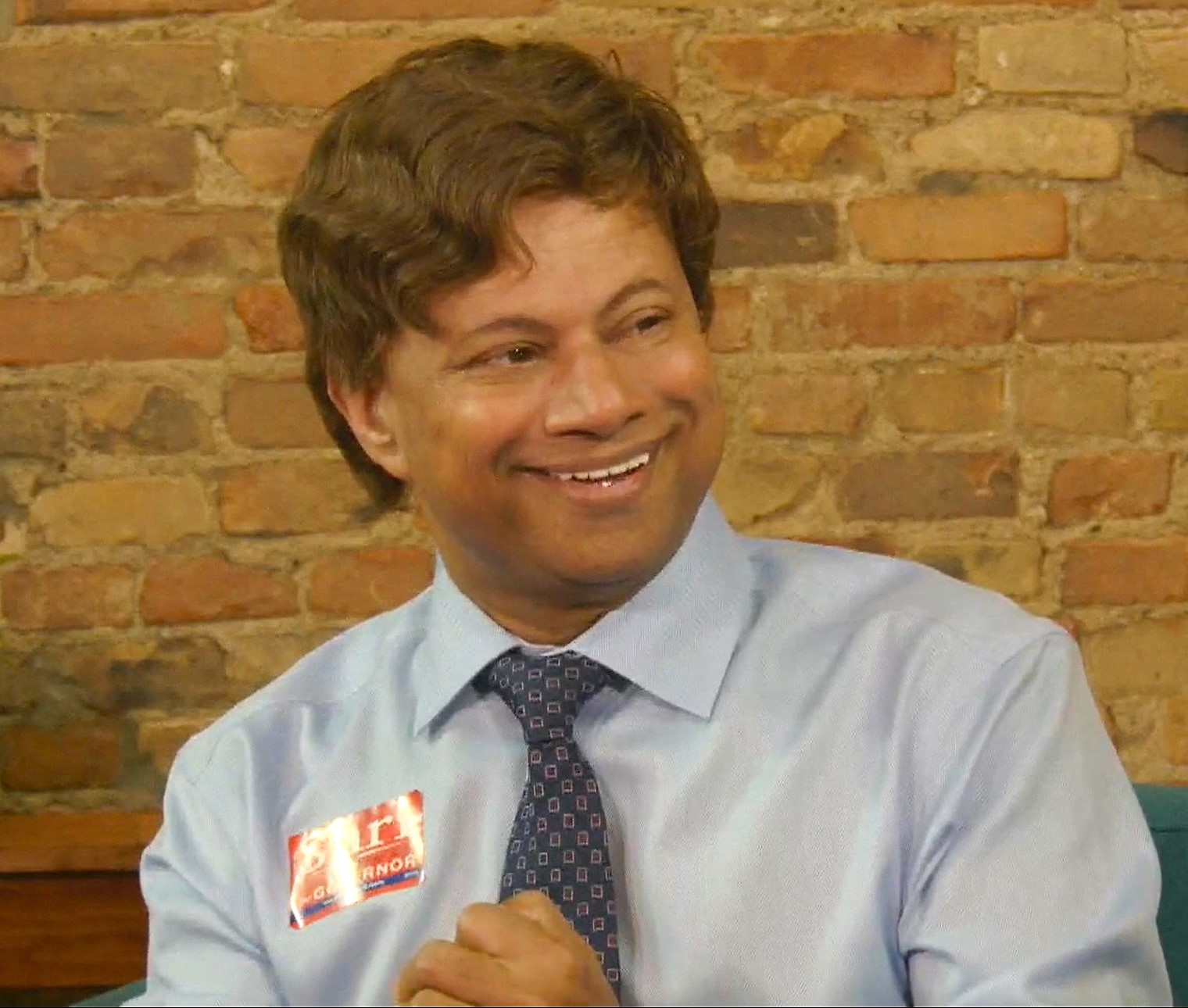
Shri Thanedar nel 2018

Nel 2018 entrò in politica con il Partito Democratico, candidandosi alla carica di governatore del Michigan. Contribuì personalmente con oltre dieci milioni di dollari al finanziamento della sua campagna elettorale, rifiutando donazioni da parte dei PAC. Entrato in corsa come outsider, divenne molto noto dopo aver lanciato un suo spot elettorale nel corso degli spazi pubblicitari in onda durante il Super Bowl. La crescente popolarità di Thanedar portò The Intercept e HuffPost ad indagare sui suoi trascorsi, non avendo mai ricoperto cariche pubbliche prima di allora; i registri delle donazioni mostrarono che Thanedar aveva contribuito a finanziare diciotto campagne elettorali dei democratici e una dei repubblicani, quella per John McCain alle presidenziali del 2008. Proprio quest'ultima donazione, pari a 2300 dollari, suscitò dubbi in merito al reale orientamento progressista di Thanedar; inoltre, alcuni strateghi politici che Thanedar aveva incontrato prima di candidarsi dichiararono che fosse all'epoca indeciso se proporsi come democratico o repubblicano, fatto che egli smentì, sostenendo che fosse solo una vendetta perché non li aveva assunti.
Le polemiche affrontate in campagna elettorale danneggiarono la sua candidatura; al termine delle primarie Thanedar si piazzò al terzo posto (17,7%) dietro Gretchen Whitmer (52%) e Abdul El-Sayed (30,2%), riuscendo a vincere solo nel collegio elettorale della città di Detroit. I costi complessivi della sua candidatura risultarono pari a quasi un terzo della spesa cumulata di tutti i candidati alle primarie.
Nel 2019, Shri Thanedar venne eletto come democratico per rappresentare un seggio all'interno della Camera dei rappresentanti del Michigan, la camera bassa dell'assemblea statale.
Nel 2022, si candidò alla Camera dei Rappresentanti, per un distretto congressuale riconfigurato. Nelle primarie riuscì ad emergere con il 28,3% delle preferenze e, successivamente, sconfisse con ampio margine di scarto l'avversario repubblicano divenendo deputato.

### Posizioni politiche

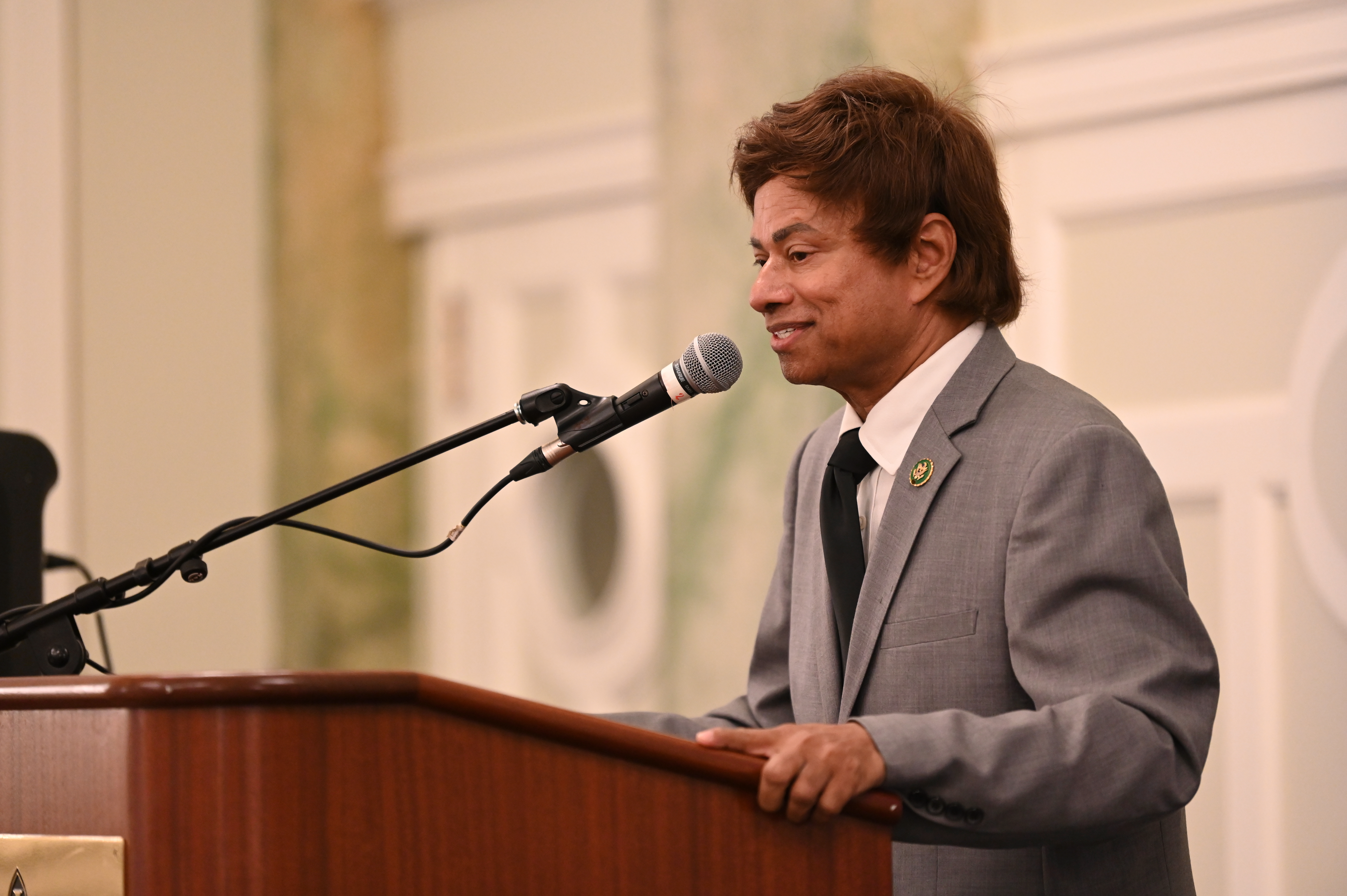
Thanedar tiene un discorso pubblico nel 2023

All'epoca in cui era legislatore statale, Thanedar aveva co-sponsorizzato una risoluzione per fermare gli aiuti a Israele, descrivendolo come uno stato di apartheid. Per tale motivo, subì l'opposizione dell'AIPAC nella sua candidatura al Congresso. Tuttavia, una volta divenuto deputato, nell'estate del 2023 si recò in Israele per un viaggio organizzato dall'AIPAC e, al suo ritorno, descrisse le relazioni tra Israele e gli Stati Uniti come reciprocamente vantaggiose.
Nel mese di ottobre del 2023, il Detroit Free Press riportò che Thanedar aveva "rinunciato alla sua appartenenza ai Democratic Socialists of America (DSA), affermando che non hanno adeguatamente denunciato Hamas per i suoi 'brutali attacchi terroristici' contro Israele lo scorso fine settimana". In realtà, i DSA di Detroit si erano già mossi per espellere Thanedar dopo che aveva scortato in una visita di stato il primo ministro indiano Narendra Modi, che avevano definito "di estrema destra, violento [e] islamofobo". Thanedar fu poi attaccato duramente dai gruppi a favore della Palestina per non essersi espresso sui massacri di civili a Gaza: sostenne che alcuni manifestanti avessero vandalizzato il suo ufficio e si fossero presentati a casa sua di notte per protestare contro le sue posizioni.

### Vita privata
Shri Thanedar si sposò in prime nozze con una neurologa di nome Shamal nel 1984. La coppia ebbe due figli di nome Neil e Samir e restò sposata fino alla morte di Shamal per suicidio nel 1996. Da allora Thanedar divenne un testimonial della promozione del benessere psicologico, con l'obiettivo di abbattere lo stigma relativo alla depressione e finanziò personalmente un cortometraggio che raccontava la storia di sua moglie Nel 1999, Thanedar sposò in seconde nozze la sua attuale moglie, Shashi.